# Witaminy
Witaminy – grupa organicznych związków chemicznych o różnorodnej budowie, niezbędnych do prawidłowego funkcjonowania żywego organizmu, mimo że nie stanowią dla niego źródła energii ani budulca dla komórek. Mogą być pochodzenia naturalnego lub otrzymywane syntetycznie. Witaminy są egzogenne (organizm ich nie syntezuje lub nie syntetyzuje ich wystarczająco), w związku z czym muszą być dostarczane z pokarmem (najczęściej w postaci prowitamin). Przeciwne działanie do witamin wykazują antywitaminy.
Brak (lub znaczny niedobór) określonej witaminy w organizmie to awitaminoza, niedobór – hipowitaminoza, zaś nadmiar – hiperwitaminoza.
Pierwsza odkryta witamina (B1) została wydzielona przez polskiego biochemika Kazimierza Funka w 1913 roku. Wprowadził on również nazwę tej grupy związków (łac. vīta – ‘życie’ i amina – witamina B1 zawierała grupę aminową).
Ze względu na rozpuszczalność dzielą się na witaminy rozpuszczalne w tłuszczach (witaminy A, D, E i K) i rozpuszczalne w wodzie (witaminy B i C).

## Rola witamin w organizmie człowieka
| Nazwy i dobowe zapotrzebowanie                                      | Rola w organizmie człowieka | Skutki niedoboru | Źródła w pożywieniu | Uwagi, dodatkowe informacje |
| ------------------------------------------------------------------- | --- | --- | --- | --- |
| Witaminy rozpuszczalne w tłuszczach                                 | | | | |
| Witamina A (retinol, akseroftol) 1–2 mg                             | Uczestniczy w procesie widzenia – przekształca się w retinal, wchodzący w skład rodopsyny (purpury wzrokowej), która utrzymuje wrażliwość pręcików siatkówki oka na przyćmione światło. Wpływa na właściwy wzrost i rozwój kości, wzmacnia żuchwę i zapobiega tworzeniu się krzywego zgryzu. Odpowiada za prawidłowe funkcjonowanie nabłonka: skóry, rogówki, przewodu pokarmowego i oddechowego (chroni nabłonek przed zakażeniami ropnymi). Stymuluje błony śluzowe do produkcji śluzu. Jest ważnym przeciwutleniaczem. | Ślepota zmierzchowa (kurza ślepota), wynikająca z zahamowania regeneracji rodopsyny. Kseroftalmia (nadmierna suchość rogówki, prowadząca przy dużych niedoborach do ślepoty). Zaburzenia (lub zahamowanie) wzrostu. Rogowacenie i łuszczenie się naskórka. Częste infekcje.                                                                                                  | pełne mleko, ser, żółtko jaj, masło, tran, wątroba, warzywa i owoce bogate w karoteny (marchew, pomidory, papryka, dynia, brokuły)                                                                                                   | W organizmie syntezowana jest z β-karotenu. Jest odporna na działanie wysokiej temperatury. Kontakt z żelazem i miedzią powoduje jej zanik. |
| Witamina D (D2 – ergokalcyferol, D3 – cholekalcyferol) 0,01–0,02 mg | Jest związkiem wyjściowym w syntezie kalcytriolu – hormonu wzmagającego wchłanianie jonów: wapnia, fosforu i potasu w jelicie. Warunkuje prawidłowy wzrost oraz mineralizację kości i zębów (reguluje odkładanie się wapnia i fosforu w kościach). | Krzywica (u dzieci) i osteomalacja (u dorosłych). Wypadanie zębów, powiększenie stawów kolanowych, kostek i dłoni, osłabienie mięśni. | pełne mleko, żółtko jaj, masło, margaryna, oleje roślinne, tłuszcze zwierzęce (np. tran), wątroba, grzyby, drożdże | Powstaje w skórze z pochodnej cholesterolu, która pod wpływem promieni UV przekształca się w prowitaminę, a następnie w witaminę. |
| Witamina E (tokoferol) 10–20 mg                                     | Warunkuje prawidłową strukturę i ochrania błony biologiczne. Umożliwia syntezę niektórych lipidów, jest przeciwutleniaczem (dla nienasyconych kwasów tłuszczowych i witaminy A). Wpływa na metabolizm mięśni. Zapobiega chorobom układu krążenia, wpływa na krzepnięcie krwi. | Zaburzenia płodności, poronienia, paraliż mięśniowy. Osłabiona praca i zanik mięśni (dystrofie), szybki rozpad erytrocytów. Zwiększenie katabolizmu nienasyconych kwasów tłuszczowych (skutkującego zaburzeniem funkcjonowania błon komórkowych). Zaburzenia wzrostu, uszkodzenia nerwów. Zwiędła skóra, przebarwienia skórne i plamy starcze, zmęczenie, ogólne osłabienie. | mleko, jaja, masło, oleje roślinne (słonecznikowy, sojowy), wątroba, ryby kiełki pszenicy, pieczywo razowe, orzechy, migdały, zielone warzywa liściaste (np. sałata)                                                                 | Witamina E to mieszanina trzech tokoferoli (pochodnych fenolu). Jest odporna na działanie czynników zewnętrznych. Kontakt z żelazem i miedzią powoduje jej zanik. Nadmiar tłustego pożywienia zwiększa na nią zapotrzebowanie. Oleje roślinne tłoczone na zimno zawierają jej więcej, niż produkowane przemysłowo. |
| Witamina K (filochinon) 0,05–1 mg                                   | Poprzez uczestnictwo w syntezie protrombiny w wątrobie, warunkuje prawidłowy przebieg procesów krzepnięcia krwi. Uczestniczy w metabolizmie układu kostnego. | Zaburzenia krzepnięcia krwi (wydłużony czas gojenia się ran), krwawienia. Zaburzenia pracy jelit. | wątroba, olej sojowy, zielone warzywa liściaste (np. kapusta, szpinak, sałata, kalafior), rośliny strączkowe, pomidory, truskawki | Jest syntezowana przez bakterie jelitowe. Żółć powoduje zwiększenie jej przyswajalności. Nadmiar antybiotyków, środków przeciwbólowych i konserwantów niszczy ją. |
| Witaminy rozpuszczalne w wodzie                                     | | | | |
| Witamina B1 (tiamina, aneuryna) 1,5–2 mg                            | Jej aktywna forma (pirofosforan tiaminy) jest koenzymem dekarboksylaz, biorących udział w oddychaniu komórkowym (przekształcenie pirogronianu w acetylokoenzym A). Wpływa na metabolizm węglowodanów (odgrywa główną rolę w uwalnianiu z nich energii), tłuszczów i aminokwasów. Warunkuje właściwe funkcjonowanie tkanki nerwowej, przewodu pokarmowego i układu krążenia. Pomaga w koncentracji i zachowaniu optymizmu.                                                                                                 | Zanik otoczki mielinowej w nerwach ruchowych, prowadzący do choroby beri-beri (zaburzenia układu nerwowego i pokarmowego, drżenie i osłabienie mięśni, dystrofie mięśniowe, zapalenie i degeneracja stawów, bóle nóg, osłabienie i niewydolność serca, powiększenie prawej komory serca, niewydolność krążenia, brak łaknienia).                                             | wieprzowina, wątroba, drożdże, pełne ziarna zbóż, płatki owsiane, orzechy, jarzyny, fasola, warzywa liściaste | Jest syntezowana przez bakterie jelitowe. Ulega rozpadowi pod wpływem wysokiej i niskiej temperatury. Niszczy ją także nikotyna, nadmiar cukrów oraz stres. Jej niedobór występuje często u alkoholików. |
| Witamina B2 (ryboflawina) 1,7–3 mg                                  | Stymuluje wzrost i ogólną odporność organizmu. Składnik koenzymów: FMN i FAD, uczestniczących w oddychaniu komórkowym. Wpływa na metabolizm węglowodanów, aminokwasów i tłuszczów. Bierze udział w syntezie hemoglobiny. Wspomaga regenerację skóry. | Zapalenie skóry (łojotokowe) i błon śluzowych. Pękanie i zapalenie kącików ust (zajady), łysienie. Zahamowanie wzrostu, obniżenie sprawności umysłowej, zawroty głowy. Piekące i zaczerwienione oczy, zapalenie spojówek i rogówki, nadmierna wrażliwość na światło. | nabiał, jaja, ryby, mięso, wątroba, drożdże, pełne ziarna zbóż, zielone warzywa liściaste (np. sałata), grzyby | Jest odporna na działanie wysokiej temperatury, ale ulega rozpadowi pod wpływem światła (mleko w butelce, wystawione przez 3,5 h na działanie światła traci 70% witaminy B2). |
| Witamina B3 (witamina PP, niacyna, nikotynamid) 20–25 mg            | Składnik układu koenzymów NAD+/NADH, NADP+/NADPH przenoszących wodór i elektrony w procesie oddychania komórkowego. Utrzymuje we właściwym stanie nabłonek skóry i przewodu pokarmowego oraz układ nerwowy. Obniża poziom cholesterolu we krwi, rozszerza naczynia krwionośne, a także pomaga spalać węglowodany, tłuszcze i białka. | Pelagra (zaczerwienienie, pękanie, łuszczenie się oraz stany zapalne skóry, biegunka, osłabienie mięśni i ogólne zmęczenie), język truskawkowy, zaburzenia psychiczne (np. depresja), otępienie, w skrajnych przypadkach paraliż kończyn. | mleko, ser, jaja, mięso, drób, wątroba, ryby, drożdże, pełne ziarna zbóż, orzechy, świeże jarzyny, zielone warzywa liściaste, ziemniaki, piwo                                                                                        | Jest syntezowana przez bakterie jelitowe. Jest odporna na działanie wysokiej temperatury. Nadmiar spożywanych cukrów powoduje jej zanik. |
| Witamina B5 (kwas pantotenowy) 3–10 mg                              | Składnik koenzymu A, biorącego udział w metabolizmie węglowodanów, tłuszczów i białek oraz w przenoszeniu energii. Utrzymuje w prawidłowym stanie tkankę nerwową i skórę. Łagodzi stany zapalne. Bierze udział w syntezie kortykosteroidów. Poprawia wzrost i pigmentację włosów. Zapobiega przedwczesnemu starzeniu się i powstawaniu zmarszczek. | Zahamowanie wzrostu, uszkodzenie nadnerczy, zaburzenia czucia, przedwczesne siwienie, pieczenie stóp, sztywność stawów, trudności z nauką, ogólne zmęczenie, zaburzenia snu. | mleko, żółtko jaj, mięso, wątroba, drożdże, orzeszki ziemne, pełne ziarna zbóż, brokuły, pomidory, rośliny strączkowe (np. soja), mleczko pszczele                                                                                   | Jest syntezowana przez mikroorganizmy żwacza przeżuwaczy. Jej niedobór występuje bardzo rzadko, głównie u osób odżywiających się zazwyczaj potrawami gotowanymi, konserwami, frytkami, pizzą, makaronem, oraz nadużywających cukry.                                                                                |
| Witamina B6 (pirydoksyna, adermina) 2–3 mg                          | Bierze udział w krwiotworzeniu. Jest niezbędna do syntezy porfiryn (np. cytochromów, hemu), przeciwciał i erytrocytów. Stymuluje zaopatrywanie komórek nerwowych w glukozę. Jej aktywna pochodna (fosforan pirydoksalu) jest koenzymem w metabolizmie aminokwasów. | Stany zapalne skóry, zmiany w układzie nerwowym (objawy padaczkowe u dzieci, drgawki), zmiany w czerwonym szpiku kostnym (objawy anemii u dorosłych). Zaburzenia czynności układu pokarmowego, utrata blasku skóry. Ogólne zmęczenie, stany depresji i lęku, rozdrażnienie.                                                                                                  | mleko, jaja, mięso, drób, ryby, wątroba, drożdże, orzechy, pełne ziarna zbóż, musli, rośliny strączkowe (np. soja, fasola), zielone warzywa liściaste, banany                                                                        | Witamina B6 to mieszanina trzech związków: pirydoksolu, pirydoksalu i pirydoksaminy. Diety odchudzające i tabletki antykoncepcyjne często wywołują jej znaczne niedobory. W normalnej diecie niedobory spotyka się rzadko.                                                                                         |
| Witamina B7 (witamina H, biotyna) 0,015–0,3 mg                      | Grupa prostetyczna enzymów uczestniczących w glukoneogenezie oraz syntezie kwasów tłuszczowych, glikogenu, hormonów i cholesterolu. Wpływa na właściwy stan włosów, kości i skóry (chroni ją przed łojotokiem). | Zmiany skórne (rumień, łuszczenie się skóry), wypadanie włosów. Wzmożona czynność gruczołów łojowych, rozdwajanie paznokci. Podwyższony poziom cholesterolu we krwi. Bóle mięśni. | żółtko jaj, wątroba, drożdże, otręby, soja, groch, pomidory, czekolada | Jest syntezowana przez bakterie jelitowe. |
| Witamina B9 (kwas foliowy, folacyna) 0,3–0,4 mg                     | Uczestniczy w przenoszeniu i metabolizmie reszty jednowęglowej oraz w syntezie choliny, puryn i niektórych aminokwasów. Jest niezbędnym koenzymem w procesie krwiotworzenia w szpiku kostnym. Jest niezbędna do produkcji endorfin. Odpowiada za prawidłowy rozwój układu nerwowego rozwijającego się płodu. Warunkuje efektywną pracę układu odpornościowego. | Anemia wraz z zapaleniem języka. Uszkodzenia przewodu pokarmowego i zaburzenia w procesie trawienia (osłabione wchłanianie pokarmu w jelicie, biegunka). Nieprawidłowy rozwój łożyska i wady wrodzone płodu, poronienia. Zwiększone ryzyko chorób sercowo-naczyniowych. | mleko, żółtko jaj, wątroba, drożdże, zielone warzywa liściaste (np. brukselka, szpinak) marchew, dynia, morele, sok pomarańczowy | Jest syntezowana przez bakterie jelitowe. Występuje prawie wyłącznie w połączeniu z witaminą B12. Około 30% osób z zaburzeniami psychicznymi ma obniżone jej stężenie. Jej niedobór występuje także u alkoholików, palaczy i kobiet ciężarnych.                                                                    |
| Witamina B12 (kobalamina, cyjanokobalamina) 2,4–2,8 μg              | Jest niezbędna w procesie krwiotworzenia w szpiku kostnym. Bierze udział w utlenianiu kwasów organicznych w komórce. Jest niezbędna w syntezie kwasów nukleinowych, węglowodanów, a także niektórych lipidów i białek. | Anemia złośliwa, trwałe uszkodzenia układu nerwowego | mleko, żółtko jaj, mięso, wątroba, nerki, ryby, ostrygi | Jest syntezowana przez bakterie jelitowe oraz wydzielana przez błonę śluzową żołądka. Nie występuje w roślinach i osoby stosujące dietę wegańską są zagrożone jej niedoborem. Cukry wpływają niekorzystnie na florę jelitową i utrudniają jej wchłanianie.                                                         |
| Witamina C (kwas askorbinowy) 60–100 mg                             | Jest przeciwutleniaczem. Ułatwia asymilację żelaza, wpływa na syntezę kortykosteroidów oraz niektórych neuroprzekaźników. Utrzymuje prawidłowy stan tkanki łącznej, wzmacnia dziąsła i zęby, zabija bakterie wywołujące próchnicę zębów. Jest niezbędna w syntezie kolagenu. Wzmacnia odporność organizmu na infekcje. Ułatwia gojenie się ran. Stabilizuje psychikę. | Szkorbut (krwawienie i owrzodzenie dziąseł, wypadanie zębów), kruchość i pękanie naczyń krwionośnych, osłabienie odporności organizmu, obrzmiałe i bolesne stawy, nieprawidłowe zrastanie się kości, powolne gojenia się ran. | produkty roślinne: zielone warzywa liściaste, natka pietruszki, kapusta (zwłaszcza kiszona), pomidory, papryka, cytrusy, kiwi, czarna porzeczka, czarny bez, dzika róża, truskawki, ziemniaki; produkty zwierzęce: wątroba wieprzowa | Jest bardzo nietrwała, łatwo ulega rozpadowi pod wpływem tlenu i wysokiej temperatury. Na jej niedobór często cierpią palacze, stąd charakterystyczne na ich skórze liczne drobne zmarszczki. |